# Q. D. Leavis
Queenie Dorothy Leavis, geborene Roth (* 7. Dezember 1906 in Edmonton, Middlesex; † 17. März 1981 in Cambridge), war eine englische Literaturwissenschaftlerin. Gemeinsam mit ihrem Ehemann, dem Literaturkritiker F. R. Leavis prägte sie gegen Mitte des 20. Jahrhunderts über Jahrzehnte die britische Literaturtheorie und -didaktik.
Sie war die Schwester des Mathematikers Leonard Roth.

### Werke (Auswahl)
- Fiction and the Reading Public. Chatto & Windus, London 1932. (Zahlreiche Neuauflagen, zuletzt Random House, London 2000, ISBN 0-7126-6504-8)
- (mit F. R. Leavis) Dickens the Novelist. Chatto & Windus, London 1970. Reprint Faber and Faber, London 2008, ISBN 978-0-571-24360-0
- Collected Essays. 3 Bände. Cambridge University Press 1983–1989. Reprint 2009, ISBN 0-521-75791-6
  - Bd. 1: The Englishness of the English Novel, 1983. ISBN 0-521-25417-5
  - Bd. 2: The American Novel and Reflections on the European Novel, 1985. ISBN 0-521-26702-1
  - Bd. 3: The Novels of Religious Controversy, 1989. ISBN 0-521-26703-X

### Sekundärliteratur
- William Baker, John Kimber, M. B. Kinch: F. R. Leavis and Q. D. Leavis: An Annotated Bibliography. Garland Pub., New York 1989. ISBN 0-8240-8894-8
- P. J. M. Robertson: The Leavises on Fiction: An Historic Partnership. St. Martin’s Press, New York 1981. ISBN 0-312-47731-7
- G. Singh: A Critical Study of Literary Critic Q. D. Leavis’s Published and Unpublished Writings. E. Mellen Press, Lewiston NY, 2002. ISBN 0-7734-7077-8
- Denys Thompson: The Leavises: Recollections and Impressions. Cambridge University Press 1984. ISBN 0-521-25494-9
- Garry Watson: The Leavises, the "Social", & the Left. Brynmill Pub., Swansea 1977. ISBN 0-9502723-7-X

| Personendaten    | Personendaten                                                    |
| ---------------- | ---------------------------------------------------------------- |
| NAME             | Leavis, Q. D.                                                    |
| ALTERNATIVNAMEN  | Leavis, Queenie Dorothy (vollständiger Name); Leavis, Queenie D. |
| KURZBESCHREIBUNG | britische Literaturwissenschaftlerin                             |
| GEBURTSDATUM     | 7. Dezember 1906                                                 |
| GEBURTSORT       | Edmonton (London), Middlesex                                     |
| STERBEDATUM      | 17. März 1981                                                    |
| STERBEORT        | Cambridge                                                        |